# Centinela (Halo)
Los centinelas son personajes de ficción de la saga de videojuegos del Universo de Halo. Son una especie de robots con inteligencia propia muy antiguos construidas por los Forerunner. Son los guardianes del anillo y son controlados y coordinados por el Monitor de la correspondiente instalación. Su arma principal es un láser de alto calor capaz de destruir sin problema la forma infecciosa de los Flood y a las formas combatientes.

## Clasificación

### Centinelas de asalto o pesados
También conocidos como Ejecutores, tienen el rasgo especial de tener 2 (dos) gigantes brazos mecánicos que utilizan para inutilizar vehículos de infantería. Generalmente llevan un escudo de 2 (dos) segmentos frontales que es resistente a proyectiles balísticos o de plasma. Su armamento los hace mortíferos en el campo de batalla, consta de 2 (dos) armas muy efectivas:
1. Lanzacohetes en forma de mortero (eficaz contra vehículos): Dispara en ráfaga capaz de destruir cualquier cosa en un radio de 12 metros.
2. Disparador en cadena de proyectiles energéticos: similar al aguijoneador Covenant, pero más potente. Muy eficaz contra la infantería, capaz de reducir cualquier escudo de energía en segundos.

Estos centinelas solo se muestran en Halo 2

### Centinelas constructores o de mantenimiento
Son las unidades más débiles de los centinelas estos son encargados del mantenimiento y cuidado de las instalaciones, además que son perfectos para reactivar las unidades invadidas por los Flood, esto es porque son pequeñas y rápidas, por parte de los Elites y Spartans no aparecen en los radares. Estos tienen un rayo a base de mercurio es más débil y solo es usado para soldar o reparar las instalaciones, aunque también funcionan para distraer enemigos y huir rápido del lugar, también son capaces de abrir puertas selladas, en el juego no aparecen hasta Halo 2 en el nivel el Inquisidor y se pueden notar a pequeños robots flotando por el aire. En halo 3 pueden verse en el nivel el arca y en el mapa construct.
Estos centinelas solo se muestran en Halo 2 y Halo 3

### Centinelas exploradores o scouts
Constituyen el modelo convencional de centinela varían de color conforme a su capacidad de fuego:
1. Plata con cromo: Unidades normales, en Alpha Halo (Instalación 04) son los únicos Centinelas en el anillo. Su láser, es un rayo de potasio ( {\displaystyle 29K} ), que se lanza por desintegración gama.
2. Color dorado con láser azul: Unidades de elites, su rayo es más potente que el convencional, ya que este está hecho a base de yoduro de plata y se lanza por desintegración gama. Suelen transportar un escudo de energía similar al de los Elites que desvía proyectiles balísticos y absorbe la energía de las armas de plasma Covenant.

Para los Covenant, los Centinelas se les considera los guardias sagrados de los Forerunner. La mayoría de estos robots se desplegaron en los brotes de parásitos Flood y como defensa de la Biblioteca contra los Covenant y los humanos. En Halo 1 aparecen por primera vez ayudando al Jefe Maestro de una oleada de Floods en el nivel 343 Guilty Spark y como aliados en "The Library", pero se vuelven enemigos desde "Dos Traiciones". Se sabe que existen Centinelas con mayor inteligencia artificial que otros (En "Halo: Ghost of Onyx", un Centinela intentó hablar con un humano primero en latín, luego en inglés, demostrando que algunos Centinelas tienen una I.A. solo superada por la de los Monitores).
- Datos: Q5760671